# Moncel-sur-Seille
 Moncel-sur-Seille  es una población y comuna francesa, en la región de Lorena, departamento de Meurthe y Mosela, en el distrito de Nancy y cantón de Seichamps.

## Demografía
| 333 | 324 | 311 | 434 | 485 | 474 |
| Para los censos de 1962 a 1999 la población legal corresponde a la población sin duplicidades (Fuente: INSEE [Consultar]) |     |     |     |     |     |